# Linolsav
A linolsav egy telítetlen karbonsav, a zsírsavak közé tartozik. Kettő kétszeres kötést tartalmaz. Színtelen, olajszerű folyadék. A természetben egyes növényi olajokban található meg glicerinészterei alakjában. A linolsav az omega-6-zsírsavak közé tartozik, valamint a két esszenciális zsírsav egyike (a másik az alfa-linolénsav). A nevét a lenolajról kapta.

## Kémiai tulajdonságai
Vízben gyakorlatilag oldhatatlan, de etanolban, dietil-éterben, benzolban és acetonban nagyon jól oldódik.
Levegőn állva könnyen oxidálódik. Az oxidáció mellett polimerizálódik is, ekkor gyantává alakul. Kettős kötései katalizátor jelenlétében hidrogénnel telíthetők, ekkor sztearinsavvá alakul.

## Előfordulása a természetben
A természetben glicerinnel alkotott észterei (gliceridek) alakjában, az úgynevezett száradó olajokban fordul elő. Megtalálható például a lenmagolajban, a gyapotmagolajban és a mákolajban. A lenolaj hidrolízisekor keletkező karbonsavak 25–40%-át alkotja, a gyapotmagolajban 40–45%-ban található.

## Előállítása
Gliceridek lúgos hidrolízisével, elszappanosításával nyerik. Ezek hidrolízisekor különböző zsírsavak keveréke keletkezik; a különböző zsírsavakat egymástól el kell választani.

## Felhasználása
Festékbevonatok és emulgeálószerek készítéséhez alkalmazzák. Szappanok készítéséhez és a kozmetikában is felhasználják.